# Río Avon (Devon)
El Avon es un río situado al suroeste de Inglaterra. Debido a que hay varios ríos homónimos en Gran Bretaña, este en particular es conocido como el Avon de Devon por ser este el condado por el que fluye.

## Curso

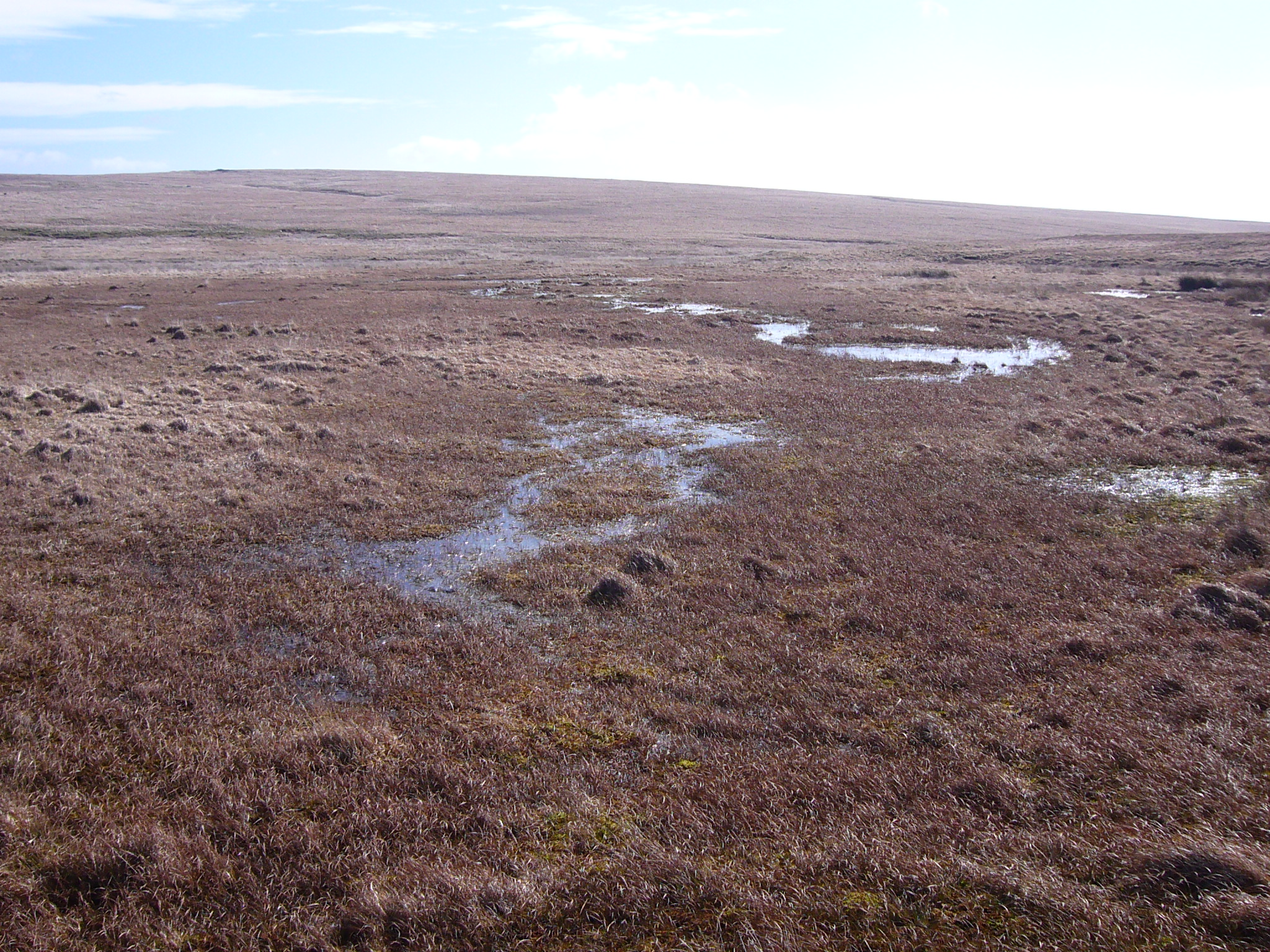
Nacimiento.

Nace al sur del Parque nacional de Dartmoor, en una zona pantanosa. Al final de su recorrido por Dartmoor, una presa construida en 1957 forma el embalse de Avon. Después de abandonar el páramo que pasa a través de Avonwick y Aveton Gifford, desemboca en el mar en Bigbury-on-Sea.

## Origen etimológico
La palabra Avon es un Cognado, tomado del galés Afon que significa río y cambiado por Avon (la v inglesa suena como una f) de modo que el "Río Avon" se traduce como: el río Río
- Datos: Q19703
- Multimedia: River Avon, Devon / Q19703